# 度假中心 (律師女浩克)
是美國超級英雄類型的網路影集《律師女浩克》的第七集，改編自漫威漫畫的角色女浩克。本集由贊伯·威爾斯編劇、阿努·瓦利亞執導，为漫威電影宇宙的系列作品之一，與漫威電影宇宙系列電影處於同一架空世界和共同世界。
塔提阿娜·瑪斯蘭尼出演「女浩克」珍妮佛·華特斯，其他演員包括金潔·岡薩加和提姆·羅斯。瓦利亞於2020年9月加入並執導其中數集。
〈度假中心〉於2022年9月29日在Disney+首播。

## 劇情
珍妮佛·華特斯與此前在婚禮上認識的一名男子賈許（Josh）約會了幾天，但他在與華特斯睡了一晚後人間蒸發。艾米爾·布朗斯基的假釋官查克·多內蘭（Chuck Donelan）其後致電華特斯，表示讓布朗斯基維持人類型態的抑制器毀壞了，並請求她陪同自己前往布朗斯基的冥想靜修處監視他。二人抵達後，多內蘭發現抑制器只是出現了故障，便在修理好後離開了。其後，公牛人和雄鷹在華特斯準備離開時不小心毀壞了她的汽車。華達斯只好留下並繼續等待賈許重新出現，但其後在嘗試讓手機接收訊號時意外進入了布朗斯基、公牛人、雄鷹、豪豬、撒拉森和摧毀者的集體治療會議，她在那裡被說服放下賈許。華特斯最後在拖車到達後離開，但她此時仍未發現其實賈許是受監視她的秘密組織所託假扮與她約會，而且在消失前還複製了她手機裏的資料並成功偷走了她的血樣。

## 製作

### 開發
2019年8月，漫威影業宣布將開發以「女浩克」珍妮佛·華特斯為主角的串流媒體平台Disney+電視劇。2020年9月，阿努·瓦利亞被聘執導其中三集。除了另一位導演凱特·寇伊若與首席編劇高揚外，執行製片人還包括漫威影業總裁凱文·費吉與執行官布拉德·溫德鮑姆，以及路易斯·德·埃斯波西托和維多利亞·阿朗素。名為「度假中心」（The Retreat）的第七集由贊伯·威爾斯編劇，並於2022年9月29日在Disney+首播。

### 劇本
高揚解釋道，在開發劇集時，他們創作了艾米爾·布朗斯基隱居的故事，將其描述為“一種康復中心……和治療圈”，為雄鷹、公牛人、豪豬、撒拉森和摧毀者這群鮮為人知的反派服務。高揚解釋這些選擇是漫畫中具有獨特外觀並“有着足夠奇怪的主題”的“怪異角色”，從而創建一個“表面上混亂但實際上有條不紊”的小組。其他角色，如高蹺人、鬥牛士和瓦爾內，最初亦被納入考慮範圍內；但豪豬從一開始就已被選中，因為創作團隊對他在漫畫中的外表以及此對劇集帶來的積極影響充滿熱情。瓦利亞補充道，第二幕中的理論圈與人們習慣在漫威電影宇宙項目中看見的完全不同。

### 選角
本集的主要角色包括塔提阿娜·瑪斯蘭尼飾演的「女浩克」珍妮佛·華特斯、金潔·岡薩加飾演的妮琪·拉莫斯（Nikki Ramos）和提姆·羅斯飾演的艾米爾·布朗斯基。其他角色包括崔弗·索爾特（Trevor Salter）飾演的賈許·米勒（Josh Miller）、尼克·戈梅茲飾演的「摧毀者」德克·加思韋特（Dirk Garthwaite）、賈斯汀·伊頓（Justin Eaton）飾演的雷霆球:30:27、内森·赫德（Nathan Hurd）飾演的「公牛人」威廉·托倫斯（William Taurens）、約瑟·卡斯蒂略·米迪耶特（Joseph Castillo-Midyett）飾演的「雄鷹」亞歷山卓·蒙托亞（Alejandro Montoya）、泰倫斯·克洛（Terrence Clowe）飾演的「撒拉森」慕扎法沙·蘭伯特、喬丹·阿隆·福特（Jordan Aaron Ford）飾演的「豪豬」亞歷山大·金特里（Alexander Gentry）和約翰·皮魯賽羅（John Piruccelo）飾演的查克·多內蘭（Chuck Donelan）。

### 拍攝
主體拍攝在喬治亞州亞特蘭大的三石製片廠開機。阿努·瓦利亞擔當導演，道格·張伯倫（Doug Chamberlin）擔當攝影指導。在討論本集開場的華特斯和賈許約會蒙太奇時，瓦利亞表示她試圖捕捉他們之間的興奮和展示“約會的微妙之處，以及當你約會時是多麼的脆弱”。所有蒙太奇場景都是在幾天內拍攝的，瓦利亞亦試圖“簡化”它們。其中一些場景是瑪斯蘭尼和索爾特在車裡駕駛，瓦利亞則選擇坐在後座拍攝；三個人一起拍攝的親密感讓同樣执導過獨立電影的瓦利亞感覺好像“在拍一部不同的電影”。瓦利亞稱，拍攝劇集的結尾時顯示賈許在華特斯不知情的情況下趁她在床上時偷拍她，“令人難以置信和不舒服”。

### 特效
後期特效製作公司包括數字王國、韋利公司（Wylie Co）、SDFX工作室、 以及 :31:35–31:56。

### 音樂
海慕樂團的歌曲、韓氏兄弟的歌曲〈MMMBop〉、基耶拉·韋克的歌曲以及杜娃·黎波的歌曲〈IDGAF〉出現於本集之中:32:08。

## 市場營銷
本集中隱藏的QR碼彩蛋可以連結至漫威漫畫官網相關頁面，免費在線閱讀豪豬首次登場的《驚異故事》#48。本集上線之後，漫威開始在「漫威必備」（Marvel Must Haves）一站式網絡商店中出售與《律師女浩克》相關的周邊產品，包括項鍊、襯衫和其他配飾。

## 發行
〈度假中心〉於2022年9月29日在Disney+首播。

## 迴響

### 觀眾收視
據衡量美國觀眾觀看電視分鐘數的《尼爾森媒體研究》調查，《律師女浩克》在2022年9月26日至10月2日當周以3.96億分鐘觀看量在串流媒體中排第九。

### 評價
根据評論匯總网站爛番茄汇总的19篇评论文章，84%的评论家给予本集正面评价，平均打分为7.5分（满分10分）。

## 資料來源
1. ↑  Couch, Aaron. . The Hollywood Reporter. 2019-08-23  [2019-08-23]. （原始内容存档于2019-08-23）.
2. 1 2  Parker, Ryan. . The Hollywood Reporter. 2022-05-17  [2022-05-17]. （原始内容存档于2022-05-18）.
3. ↑  Boone, John. . Entertainment Tonight（英语：Entertainment Tonight）. 2020-12-10  [2020-12-12]. （原始内容存档于2020-12-11）.
4. 1 2  Villei, Matt. . Collider. 2022-05-17  [2022-05-18]. （原始内容存档于2022-05-18）.
5. ↑  Baugher, Lacy. . Den of Geek（英语：Den of Geek）. 2022-09-29  [2022-09-29]. （原始内容存档于2022-09-29）.
6. ↑  . WGAW（英语：Writers Guild of America West）.   [2022-08-06]. （原始内容存档于2022-08-06）.
7. 1 2  . The Futon Critic.   [2023-02-08]. （原始内容存档于2023-02-08）.
8. 1 2  Paige, Rachel. . Marvel.com. 2022-09-29  [2022-09-29]. （原始内容存档于2022-09-30）.
9. ↑  Adams, Timothy. . ComicBook.com. 2022-10-14  [2022-10-15]. （原始内容存档于2022-10-14）.
10. ↑  Moreau, Justin; Vary, Adam B. . Variety. 2022-10-14  [2022-10-16]. （原始内容存档于2022-10-16）.
11. ↑  Amin, Arezou. . Collider. 2022-09-29  [2022-09-29]. （原始内容存档于2022-09-29）.
12. 1 2 3  Wells, Zeb. . . 第1季. 第7集. 2022-09-29  [2022-10-01]. Disney+. （原始内容存档于2022-10-14）. End credits begin at 28:06.
13. ↑  Polo, Susana. . Polygon. 2022-09-29  [2022-09-29]. （原始内容存档于2022-09-29）.
14. ↑  Paige, Rachel. . Marvel.com. 2022-09-29  [2022-09-29]. （原始内容存档于2022-09-29）.
15. 1 2  Carr, Mary Kate. . The A.V. Club. 2022-09-29  [2022-09-29]. （原始内容存档于2022-09-29）.
16. ↑  Paz, Maggie Dela. . ComingSoon.net. 2021-04-13  [2021-04-13]. （原始内容存档于2021-04-13）.
17. ↑   (PDF). Disney Media and Entertainment Distribution. 2022-08-15  [2022-09-13]. （原始内容存档 (PDF)于2022-09-13）.
18. ↑  Paige, Rachel. . Marvel.com. 2022-10-06  [2022-10-06]. （原始内容存档于2022-10-06）.
19. ↑  Frei, Vincent. . Art of VFX. 2022-08-12  [2022-08-18]. （原始内容存档于2022-08-04）.
20. ↑  . Marvel.com.   [2022-10-07]. （原始内容存档于2022-10-07）.
21. ↑  Paige, Rachel. . Marvel.com. 2022-09-30  [2022-09-30]. （原始内容存档于2022-10-01）.
22. ↑  Porter, Rick. . The Hollywood Reporter. 2022-10-27  [2023-01-30]. （原始内容存档于2022-11-30）.
23. ↑  . Rotten Tomatoes. Fandango Media.

## 外部連結
- 互联网电影数据库上度假中心的资料（英文）
- 漫威官網提供的本集回顧 （页面存档备份，存于）